# C’est la vie, mon chéri
«Новая бесконечная любовь» или «Такова жизнь, любимый» (иер. трад. 新不了情, ютпхин: san1 bat1 liu5 cing4, международное название фр. C'est la vie, mon chéri) — кантонскоязычный гонконгский фильм 1993 года режиссёра Дерека И.

## Сюжет
Любитель джаза, талантливый и когда-то достаточно популярный музыкант и автор песен, уставший от «опопсения» мира коммерческой музыки и вкусов публики и окончательно рассорившийся со своей подругой, певицей-знаменитостью Трейси, бросает всё и переселяется в полутрущобную «коммуналку Гонконга» квартал Яуматэй.
К счастью для героя, он не единственный музыкант здесь — его соседями снизу оказывается целая семья, подрабатывающая уличным музицированием и исполнением в стиле уличной кантонской оперы, преподаванием начальных навыков оперы детям и тому подобным. Заводная младшая дочь, Минь, оказывается тем самым человеком, который не дает Киту окончательно уйти в себя, ухитряется его растормошить и в конце концов возрождает в нём уверенность и веру в себя.
Заметив в девушке большой талант, Кит пытается устроить её карьеру, пишет для неё песню, он даже постепенно приходит к любви к ней и получает одобрение строгой матери Минь — но все планы и мечты о счастье уходят впустую, когда, после полной десятилетней ремиссии, у девушки обнаруживается рецидив детского лейкоза. Теперь уже Кит старается поддержать любимую и возродить в ней охоту жить — но увы, есть вещи, которые не остановить…

## В ролях
| Актёр        | Роль                  |
| ------------ | --------------------- |
| Лау Чинвань  | Лам «Кит»             |
| Карина Лау   | Трейси                |
| Анита Юань   | Минь                  |
| Фун Поупоу   | мать Минь             |
| Пол Чхунь    | дядя Минь Чён Поучай  |
| Кэрри Нг     | Яу Лин                |
| Joe Junior   | певец-«каверщик»      |
| Сильвия Чжан | врач в клинике        |
| Джейкоб Чён  | уличный предсказатель |

## Съёмочная группа и параметры фильма
- Компании производства и распространения: Film Unlimited Production Co Ltd., Newport Distribution
- Продюсеры: Чань Монва, Самсон Нг
- Режиссёр и автор сценария: Дерек И
- Композиторы: Крис Бабида[кит.], Вильям Ху Вэйли. Главная тема фильма «Новая бесконечная любовь» (新不了情) исполняется тайваньской певицей Ваньфан[англ.].
- Операторы: Питер Нгоу, Там Чивай
- Формат фильма: цветной, отношение сторон 1,85:1, звук — моно.
- Язык: кантонский
- Продолжительность: официально — 94 мин[1][2], однако в других источниках встречается указание продолжительности 99 мин[3] и даже 105 мин[4].
- Даты премьер: 11 ноября 1993 (Гонконг)[2]

19 февраля 1994 (Германия, Берлинский кинофестиваль)
23 декабря 1994 (Япония)
2 декабря 1995 (Южная Корея)

### Дополнительные факты
Название фильма «Новая бесконечная любовь» связано, с одной стороны, с основной песней его саундтрека, а с другой стороны — является производным от фильма «Бесконечная любовь» 1961 года с Линдой Линь Дай, с которым фильм роднит тема летальной болезни главной героини.

## Реакция общества и авторитетных институций на фильм

### Награды кинофестивалей
13-я Гонконгская кинопремия (1994)
- Призы:

- Лучший фильм
- Лучшая режиссура — Дерек И
- Лучший оригинальный сценарий — Дерек И
- Лучшая женская роль — Анита Юань
- Лучшая женская роль второго плана — Фун Поупоу
- Лучшая мужская роль второго плана — Пол Чхунь

- Номинации:

- Лучшая мужская роль — Лау Чхинвань
- Лучшая женская роль второго плана — Кэрри Нг
- Лучшая арт-режиссура
- Лучшие костюмы
- Лучшая оригинальная музыка для фильма
- Лучшая оригинальная песня для фильма

Номинации 30-го Тайбэйский кинофестиваль Золотая лошадь (1993)
- Лучшая режиссура
- Лучший оригинальный сценарий
- Лучшая женская роль
- Лучшая женская роль второго плана
- Лучшая мужская роль второго плана
- Лучшая оригинальная музыка для фильма

Кроме того, позже фильм был включён, как минимум, в два избранных списка китайского кино:
- Список 100 лучших кинолент китайского региона по версии отборочной комиссии Hong Kong Film Awards[8]) (2005), № 61.
- Список 100 «must see» фильмов Гонконга, изданный в 2011 году Гонконгским Департаментом Культуры и Отдыха[англ.] и Гонконгским Киноархивом[англ.][9].

### Ремейки и адаптации фильма
На C’est La Vie, Mon Chéri основан сюжет японского фильма 2006 года «Полночное Солнце» c Такаси Цукамото и Юи Ёсиокой в главных ролях.
В 2008 году студия Films Unlimited с тем же Дереком И в качестве режиссёра сняла на основе своего фильма её телесериальную адаптацию c Чэнь Кунем и Фионой Сит в главных ролях. Премьера сериала состоялась на гонконгском телеканале TVB Jade.